# Cal Menuts
Cal Menuts és una obra del municipi de Calella (Maresme) inclosa en l'Inventari del Patrimoni Arquitectònic de Catalunya.

## Descripció
Habitatge al carrer de Jobara (entre Bartrina i Batlle), amb una façana que s'afegeix com a elements decoratius d'una casa pròpia del carrer principal. La façana destaca per l'arrebossat, utilitza elements decoratius ja existents a les construccions de mitjans del segle xix, però exagerant-hi les dimensions i canviant la seva disposició a la façana; també emprà les arcuacions trilobulats amb decoratives mènsules de suport que donen al conjunt un aire neogòtic. Aquest exemple és de les poques mostres de l'arquitectura modernista a Calella.
La casa té dos façanes, una al carrer Jovara, 156, i l'altre al carrer Anselm Clavé, 81 (a la banda de mar). L'arquitecte de la façana del carrer Anselm Calvé va ser Josep Pausas Coll; la petició de llicència de permís d'obra presentada per Joan Bassols i Rosset data del març del 1908. Es desconeix qui va ser l'autor de l'altra façana, però segurament deuria ser el mateix Josep Pausas, donat que la majoria de vegades s'acudia a un mateix arquitecte per fer les obres pròpies.